# Kanton Saint-Maximin-la-Sainte-Baume
Kanton Saint-Maximin-la-Sainte-Baume (fr. Canton de Saint-Maximin-la-Sainte-Baume) je francouzský kanton v departementu Var v regionu Provence-Alpes-Côte d'Azur. Tvoří ho osm obcí.

## Obce kantonu
- Nans-les-Pins
- Ollières
- Plan-d'Aups-Sainte-Baume
- Pourcieux
- Pourrières
- Rougiers
- Saint-Maximin-la-Sainte-Baume
- Saint-Zacharie